# Giselle (película)
Giselle es una película dramática neozelandesa de 2013 escrita y dirigida por Toa Fraser. Se proyectó en la sección Contemporary World Cinema del Festival Internacional de Cine de Toronto 2013. La película está basada en la producción de 2012 Giselle, interpretada por el Royal New Zealand Ballet del que forman parte muchos de los miembros del elenco.

## Reparto
- Gillian Murphy como Giselle
- Abigail Boyle como Myrtha
- Jacob Chown como Hilarión
- Maclean Hopper como Wilfrid
- Qi Huan como Albrecht

## Recepción
Giselle recibió en general reseñas positivas de parte de la audiencia del sitio IMDb, donde los usuarios le asignaron una calificación de 7.4/10, sobre la base de más 38 votos.